# Élections sénatoriales de 2020 dans le Finistère
Les élections sénatoriales dans le Finistère ont lieu le dimanche 27 septembre 2020. Elles ont pour but d'élire les sénateurs représentant le département au Sénat pour un mandat de six années.

## Contexte départemental
Lors des élections sénatoriales de 2014 dans le Finistère, quatre sénateurs ont été élus selon un mode de scrutin proportionnel.
Depuis, tous les effectifs du collège électoral des grands électeurs ont été renouvelés, avec les élections départementales de 2015, les élections régionales de 2015, les élections législatives de 2017 et les élections municipales de 2020.

## Sénateurs sortants
| Sénateur | Sénateur          | Parti | Fonctions lors de l'élection en 2014                                  |
| -------- | ----------------- | ----- | --------------------------------------------------------------------- |
|          | Maryvonne Blondin | PS    | Sénatrice sortante, conseillère générale                              |
|          | Jean-Luc Fichet   | PS    | Conseiller général, président de Morlaix Communauté, maire de Lanmeur |
|          | Michel Canévet    | AC    | Conseiller général, maire de Plonéour-Lanvern                         |
|          | Philippe Paul     | LR    | Sénateur sortant, maire de Douarnenez                                 |

## Présentation des listes et des candidats
Les nouveaux représentants sont élus pour une législature de 6 ans au suffrage universel indirect par les 2 275 grands électeurs du département. Dans le Finistère, les sénateurs sont élus au scrutin proportionnel plurinominal. Leur nombre reste inchangé, quatre sénateurs sont à élire et six candidats doivent être présentés sur la liste pour qu'elle soit validée. Chaque liste de candidats est obligatoirement paritaire et alterne entre les hommes et les femmes. Plusieurs listes seront déposées dans le département. Elles sont présentées ici dans l'ordre de leur dépôt à la préfecture et comportent l'intitulé figurant aux dossiers de candidature.

### Parti communiste - Génération.s - Les Radicaux de gauche
| N° | Candidats | Candidats         | Parti | Principales fonctions                  |
| -- | --------- | ----------------- | ----- | -------------------------------------- |
| 01 |           | Isabelle Mazelin  | PCF   | Adjointe au maire de Le Relecq-Kerhuon |
| 02 |           | Philippe Broudeur | LRDG  | Adjoint au maire de Quimper            |
| 03 |           | Sylvaine Vulpiani | G.s   | Conseillère régionale                  |
| 04 |           | Bernard Pino      | ND    |                                        |
|    |           |                   |       |                                        |
| 05 |           | Catherine Flageul | PCF   |                                        |
| 06 |           | Laurent Le Treust | G.s   |                                        |

### Europe Écologie Les Verts - Union démocratique bretonne
| N° | Candidats | Candidats                  | Parti | Principales fonctions              |
| -- | --------- | -------------------------- | ----- | ---------------------------------- |
| 01 |           | Christophe Winckler        | EÉLV  |                                    |
| 02 |           | Béatrice Lebel             | UDB   | Conseillère municipale de Brest    |
| 03 |           | Daniel Le Bigot            | EÉLV  | Adjoint au maire de Quimper        |
| 04 |           | Marie-Andrée Clovis-Jérome | EÉLV  |                                    |
|    |           |                            |       |                                    |
| 05 |           | Maxime Touzé               | UDB   | Conseiller municipal de Douarnenez |
| 06 |           | Michèle Pernès             | EÉLV  |                                    |

### Parti socialiste
Maryvonne Blondin sénatrice sortante ne se représente pas.
| N° | Candidats | Candidats                 | Parti | Principales fonctions                     |
| -- | --------- | ------------------------- | ----- | ----------------------------------------- |
| 01 |           | Jean-Luc Fichet           | PS    | Sénateur sortant                          |
| 02 |           | Nathalie Sarrabezolles    | PS    | Présidente du conseil départemental       |
| 03 |           | Jean-Jacques Urvoas       | PS    |                                           |
| 04 |           | Emmanuelle Rasseneur      | G.s   | Conseillère régionale, maire de Gourlizon |
|    |           |                           |       |                                           |
| 05 |           | Marc Labbey               | PS    | Conseiller départemental                  |
| 06 |           | Patricia Salaün-Kerhornou | PS    | Adjointe au maire de Brest                |

### Union des démocrates et indépendants - La République en marche
| N° | Candidats | Candidats          | Parti | Principales fonctions           |
| -- | --------- | ------------------ | ----- | ------------------------------- |
| 01 |           | Michel Canévet *   | AC    | Sénateur sortant                |
| 02 |           | Nadège Havet       | LREM  | Adjointe au maire de Saint-Pabu |
| 03 |           | Jean-Luc Vigouroux | UDI   | Maire de Lennon                 |
| 04 |           | Pascale Pichon     | UDI   | Adjointe au maire de Elliant    |
|    |           |                    |       |                                 |
| 05 |           | Yves Du Buit       | UDI   | Maire de Plouzané               |
| 06 |           | Élisabeth Guillerm | UDI   | Maire de Guimiliau              |

### Les Républicains
| N° | Candidats | Candidats               | Parti | Principales fonctions                                                                      |
| -- | --------- | ----------------------- | ----- | ------------------------------------------------------------------------------------------ |
| 01 |           | Philippe Paul *         | LR    | Sénateur sortant                                                                           |
| 02 |           | Gaëlle Nicolas          | LR    | Conseillère régionale, présidente de la CC Pleyben-Châteaulin-Porzay, maire de Châteaulin. |
| 03 |           | Jean-François Tréguer   | LR    | Président de la CC du Pays des Abers, maire de Lannilis.                                   |
| 04 |           | Josiane Kerloch         | LR    | Présidente de la CC du Haut pays bigouden, maire de Plonéour-Lanvern.                      |
|    |           |                         |       |                                                                                            |
| 05 |           | Marc Bigot              | LR    | Maire de Concarneau.                                                                       |
| 06 |           | Nathalie Carrot-Tanneau | LR    | Conseillère départementale, maire de Treffiagat.                                           |

### Rassemblement national
| N° | Candidats | Candidats        | Parti | Principales fonctions |
| -- | --------- | ---------------- | ----- | --------------------- |
| 01 |           | Renée Thomaïdis  | RN    | Conseillère régionale |
| 02 |           | Patrick Le Fur   | RN    | Conseiller régional   |
| 03 |           | Christel Hénaff  | RN    |                       |
| 04 |           | Christian Pérez  | RN    |                       |
|    |           |                  |       |                       |
| 05 |           | Élisabeth Louvel | RN    |                       |
| 06 |           | Tony Bihouée     | RN    |                       |

## Résultats
| Tête de liste                                                                             | Tête de liste            | Liste                                 | Voix  | %     | Sièges |
| ----------------------------------------------------------------------------------------- | ------------------------ | ------------------------------------- | ----- | ----- | ------ |
|                                                                                           | Michel Canévet           | Union du centre (AC - UDI - LREM)     | 639   | 28,30 | 2      |
| Agissons pour le Finistère                                                                |                          |                                       | 639   | 28,30 | 2      |
|                                                                                           | Jean-Luc Fichet          | Divers gauche (PS - G.s)              | 632   | 27,99 | 1      |
| L'équipe Finistère - Asembles Evid Penn ar Bed                                            |                          |                                       | 632   | 27,99 | 1      |
|                                                                                           | Philippe Paul            | Divers droite (LR)                    | 564   | 24,98 | 1      |
| Ensemble pour le Finistère avec Gérard Larcher                                            |                          |                                       | 564   | 24,98 | 1      |
|                                                                                           | Christophe Winckler      | Europe Écologie Les Verts (UDB)       | 195   | 8,64  | 0      |
| Liste écologiste et régionaliste pour le Finistère                                        |                          |                                       | 195   | 8,64  | 0      |
|                                                                                           | Isabelle Mazelin         | Divers gauche (PCF - G.s - LRDG - ND) | 193   | 8,55  | 0      |
| En Finistère, la Gauche                                                                   |                          |                                       | 193   | 8,55  | 0      |
|                                                                                           | Renée Thomaïdis          | Rassemblement national                | 35    | 1,55  | 0      |
| Liste localiste présentée par le Rassemblement national pour le rééquilibrage territorial |                          |                                       | 35    | 1,55  | 0      |
|                                                                                           |                          |                                       |       |       |        |
| Votes valides                                                                             | Votes valides            | Votes valides                         | 2 258 | 99,25 |        |
| Votes blancs                                                                              | Votes blancs             | Votes blancs                          | 12    | 0,53  |        |
| Votes nuls                                                                                | Votes nuls               | Votes nuls                            | 5     | 0,22  |        |
| Total                                                                                     | Total                    | Total                                 | 2 275 | 100   | 4      |
| Abstention                                                                                | Abstention               | Abstention                            | 19    | 0,83  |        |
| Inscrits / participation                                                                  | Inscrits / participation | Inscrits / participation              | 2 294 | 99,17 |        |